# نيكول سانهوزا
نيكول ستيفانيا سانهويزا هيريرا (من مواليد 13 مارس 1992) هي لاعبة كرة قدم تشيلي تلعب كمهاجم لفريق كولو كولو، والمنتخب التشيلي الوطني للسيدات.